# F̄
Cette page contient des caractères spéciaux ou non latins. S’ils s’affichent mal (▯, ?, etc.), consultez la page d’aide Unicode.
F̄ (minuscule : f̄), appelé F macron, est un graphème utilisé dans la romanisation ISO 11940 du thaï et dans la romanisation ISO 233-1 de l’écriture arabe.  Il s'agit de la lettre F diacritée d'un macron.

## Utilisation
Dans la romanisation ISO 233-1 de l’écriture arabe, ‹ f̄ › translittère le fāʾ šaddah ‹ فّ ›, le fāʾ et le šaddah étant translittéré avec le f et avec le macron suscrit.

## Représentations informatiques
Le F macron peut être représenté avec les caractères Unicode suivants :
- décomposé (latin de base, diacritiques) :

| formes    | représentations | chaînes de caractères | points de code | descriptions                                 |
| --------- | --------------- | --------------------- | -------------- | -------------------------------------------- |
| capitale  | F̄               | F◌̄                    | U+0046 U+0304  | lettre majuscule latine f diacritique macron |
| minuscule | f̄               | f◌̄                    | U+0066 U+0304  | lettre minuscule latine f diacritique macron |

## Sources
- (en) Thomas T. Pederson, Transliteration of Arabic, 2.2, 2008 (lire en ligne)